# The Ringing Sword
Pour plus de détails, voir Fiche technique et Distribution.
The Ringing Sword (響尾金鈴, Xiang wei jin ling) est un film dramatique hongkongais réalisé par Lung Chien et sorti en 1969.

## Synopsis
Vêtue de blanc et brandissant l'épée sonnante, Yeh Chiu Lu erre dans la campagne pour venger les torts perpétrés par le seigneur de guerre Tsao Tan.
Elle veut détruire le clan Chiang et utilise son épée pour capturer Tsao Tan, le dernier membre vivant du clan.

## Fiche technique
- Titre : The Ringing Sword
- Titre original : Xiang wei jin ling
- Réalisation : Lung Chien
- Scénario : Yi Hsiao
- Pays d'origine : Hong Kong
- Langue originale : mandarin
- Format : couleur
- Genre :
- Durée : 88 minutes

- Dates de sortie :
  - Hong Kong : 4 octobre 1969[2].

## Distribution
- Pin Chiang
- Ling Fan
- Hui Mei Chen: Wei Mei Chen
- Ching-Feng Chiang
- Li Chin
- Tu Chin
- Chiang Han